# La Zarza de Pumareda
La Zarza de Pumareda là một đô thị ở tỉnh Salamanca, phía tây Tây Ban Nha, cộng đồng tự trị Castile-Leon. Đô thị này có cự ly 96 kilômét so với thành phố tỉnh lỵ Salamanca và có dân số 172 người.

## Địa lý
Đô thị này có diện tích 28.3 km².
Đô thị này nằm ở khu vực có độ cao 701 metres trên mực nước biển.
Mã số bưu chính là 37257.